# Orègue
Orègue település Franciaországban, Pyrénées-Atlantiques megyében. Lakosainak száma 517 fő (2022. január 1.). Orègue Amorots-Succos, Arraute-Charritte, Ayherre, Bardos, Bidache, Isturits, La Bastide-Clairence, Méharin és Saint-Martin-d’Arberoue községekkel határos.

## Népesség
A település népességének változása:
| Lakosok száma | 483  | 482  | 494  | 485  | 484  | 487  | 490  | 503  | 517  |
|               | 2013 | 2015 | 2016 | 2017 | 2018 | 2019 | 2020 | 2021 | 2022 |